# 데포르티보 안소아테기
데포르티보 안소아테기(Deportivo Anzoátegui)는 베네수엘라 안소아테기 주 푸에르토라크루스를 연고로 하는 축구 클럽이다. 이 팀은 2002년 11월 9일에 창단되었으며 현재는 베네수엘라 프리메라 디비시온에 참가하고 있다.